# Dmitrij Dorofejev
Dmitrij Anatoljevitj Dorofejev (ryska: Дмитрий Анатольевич Дорофеев), född den 13 november 1976 i Kolomna, Ryska SFSR, Sovjetunionen, är en rysk skridskoåkare.
Han tog OS-silver på herrarnas 500 meter i samband med de olympiska skridskotävlingarna 2006 i Turin.